# Kühar
Kühar je priimek več znanih Slovencev:
- Floriš Kühar (1893—1943) slovensko-madžarski zgodovinar, pisatelj, učitelj
- Janos Kühar (1901—1987), pisatelj in buditelj slovenske manjšine na Madžarskem
- Štefan Kuhar (1911—1941), organizator NOB
- Števan Kühar (pisatelj) (1882—1915), slovenski zbiratelj in pisatelj na Madžarskem
- Števan Kühar (1887—1922), slovenski politik in pisatelj na Madžarskem
- Števan Kühar (novinar) (1890—1963), slovenski novinar in pisatelj, urednik časopisa Mörszka krajina